# Torashi Shimazu
Torashi Shimazu (japanisch 島津 虎史 Shimazu Torashi; * 20. August 1978 in der Präfektur Shizuoka) ist ein ehemaliger japanischer Fußballspieler.

## Karriere
Shimazu erlernte das Fußballspielen in der Schulmannschaft der Hamamatsu Koto High School und der Universitätsmannschaft der Toin University of Yokohama. Seinen ersten Vertrag unterschrieb er 2003 bei Ventforet Kofu. Der Verein spielte in der zweithöchsten Liga des Landes, der J2 League. 2005 wechselte er zum Ligakonkurrenten Tokushima Vortis. Für den Verein absolvierte er 83 Ligaspiele. 2009 wechselte er zum Erstligisten JEF United Chiba.